# Pamela Bach
Pamela Bach   (Tulsa, 16 d'octubre de 1963 - Los Angeles, 5 de març de 2025) va ser una actriu estatunidenca.
Bach era de Tulsa (Oklahoma), la segona de tres filles. La seva mare era model, i també va fer de model quan era adolescent. Va assistir a l'East Central High School i va estudiar Enginyeria/Arts Teatrals al Northeastern Oklahoma A&M College. Es va traslladar a Los Angeles el 1985.
Bach va treballar juntament amb el seu marit a la sèrie de llarga durada Baywatch i va tenir un paper recurrent com a psicòloga a la sèrie Sirens. L'agost de 2011, va participar en la vuitena temporada de Celebrity Big Brother al Regne Unit. Es va convertir en la segona celebritat que va ser expulsada de la casa el dia 14, i va acabar en novè lloc.
Bach va conèixer David Hasselhoff al plató de l'episodi "Knight Racer" de Knight Rider el 1985. Es van casar el desembre de 1989. La parella va tenir dues filles: Taylor Ann Hasselhoff, nascuda el 5 de maig de 1990, que va estudiar a la Universitat d'Arizona i va ser seleccionada per a la temporada 2015 de Rich Kids of Beverly Hills, i l'actriu Hayley Hasselhoff, nascuda el 26 d'agost de 1992. El gener de 2006, Hasselhoff va anunciar que estava sol·licitant el divorci, i va citar diferències irreconciliables. El seu divorci es va concretar l'agost de 2006. Bach va rebre la custòdia d'una filla i Hasselhoff de l'altra. Tots dos van aparèixer a la telenovel·la de la CBS The Young and the Restless, encara que no al mateix temps: Pamela com a Mari Jo Mason 1 el 1994 i David com a Dr. Snapper Foster 2 entre 1975 i 1982.
Bach va ser trobada morta a casa seva a Hollywood Hills amb una ferida de bala autoinfligida el 5 de març de 2025. Tenia 61 anys. La seva mort va ser considerada un suïcidi pel Departament Forense del Comtat de Los Angeles.